# Gành Đá Đĩa

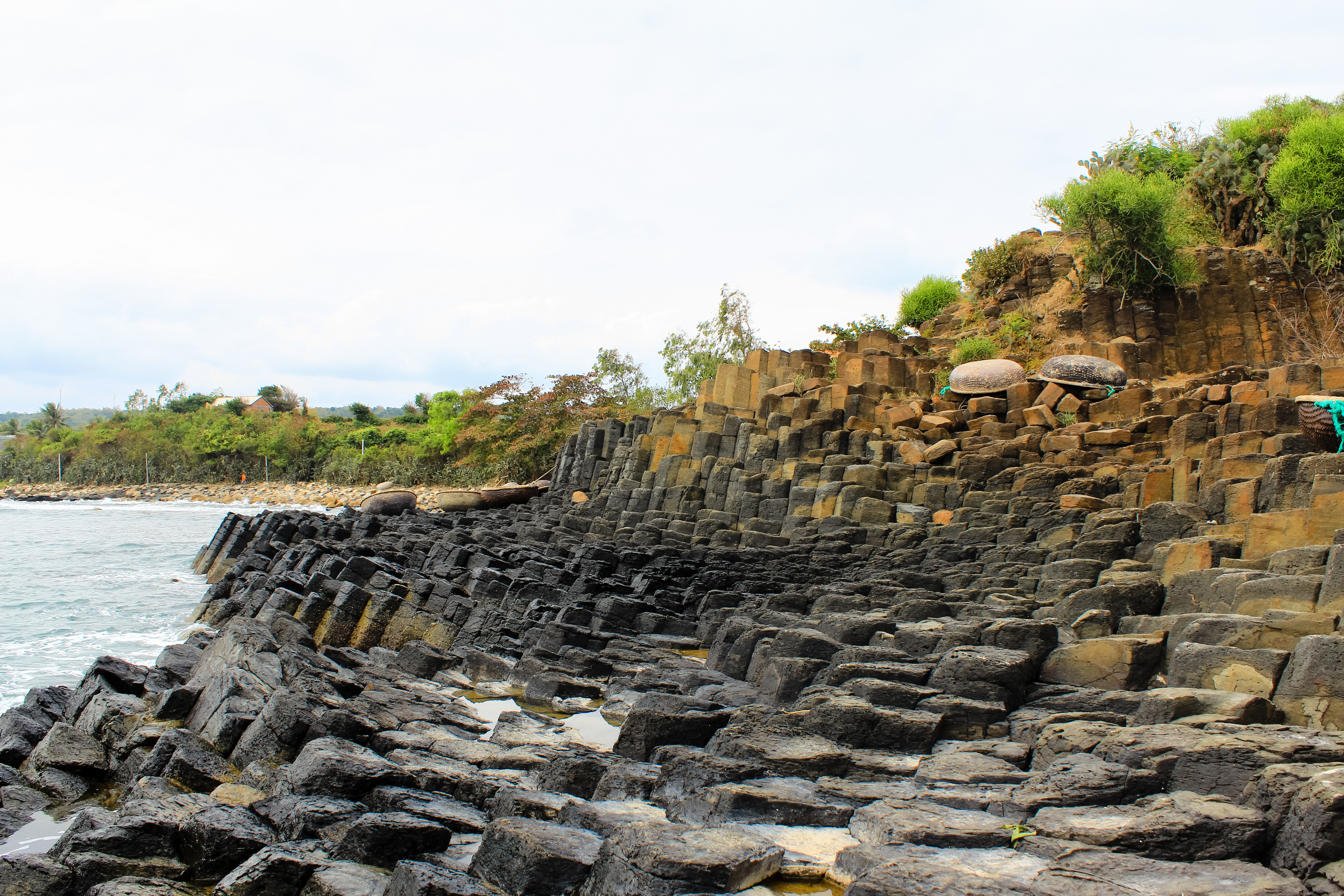
Một góc Gành Đá Đĩa

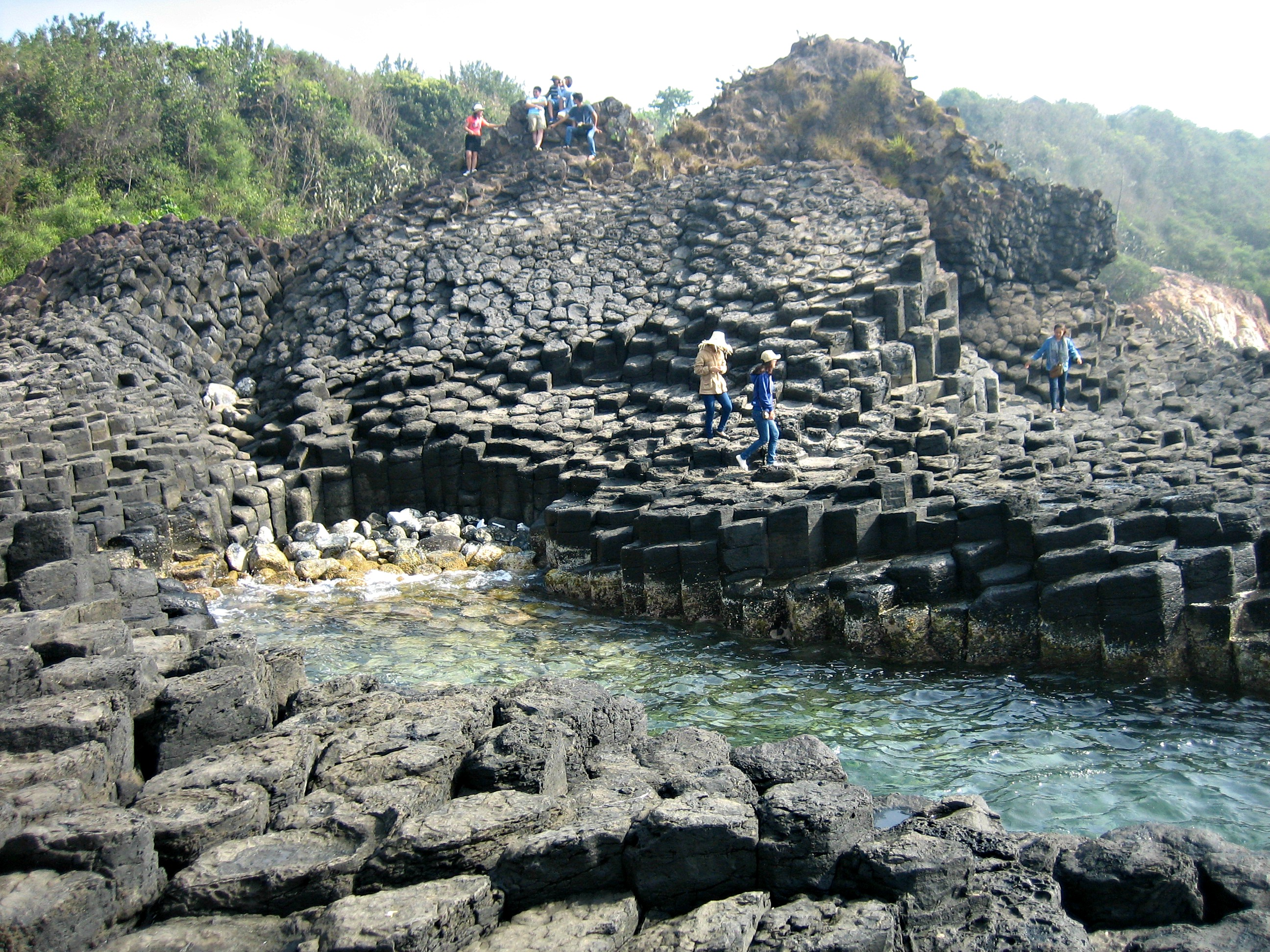
Một góc Gành Đá Đĩa

Gành Đá Đĩa hay Ghềnh Đá Đĩa là một danh thắng thiên nhiên tại xã Tuy An Đông, tỉnh Đắk Lắk, Việt Nam. Địa điểm này là một đoạn bờ biển có các cột đá bazan hình lăng trụ, trông giống như những chiếc đĩa xếp chồng lên nhau.

## Đặc điểm

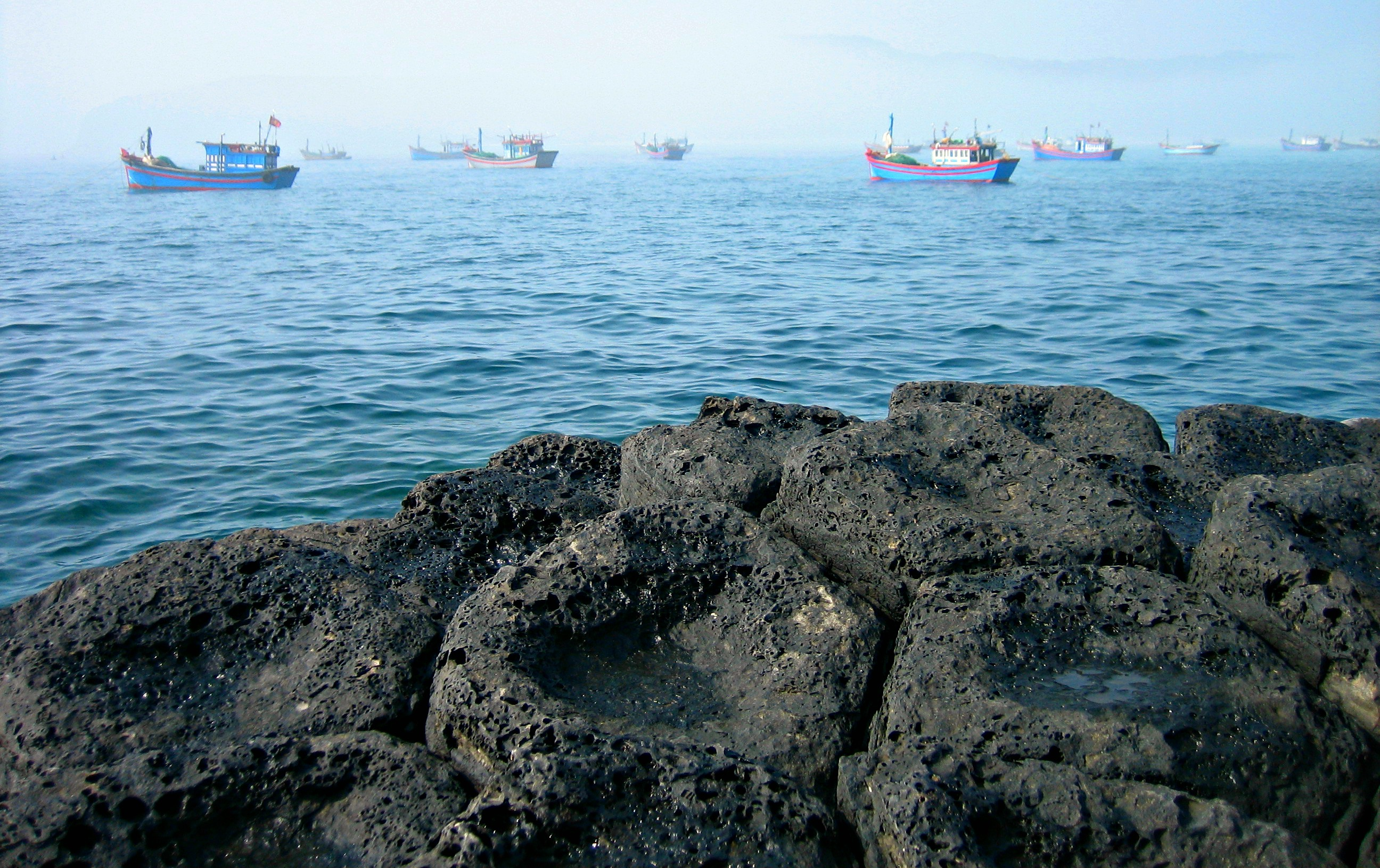
Cận cảnh các trụ đá tại Gành Đá Đĩa

Theo các nghiên cứu, bazan tại khu vực này hình thành do hoạt động phun trào của núi lửa tại vùng trung tâm tỉnh Đắk Lắk (cao nguyên Vân Hòa ngày nay) cách đây hàng triệu năm. Các dòng dung nham khi nguội dần thì đông cứng lại và nứt vỡ thành các cột đá hình lăng trụ tương đối đồng đều. Những cột đá nằm sát biển sau đó lại chịu tác động của sóng đánh vào nên tiếp tục nứt theo chiều ngang, tạo thành các "đĩa" đá.
Khu vực chính của danh thắng Gành Đá Đĩa có diện tích khoảng 2.700 m², các cột đá bazan tại đây tạo thành hai mũi nhô ra biển. Mũi nhô thứ nhất nằm về phía bắc, nổi bật với các cột đá nghiêng, uốn cong. Mũi thứ hai nằm về phía nam với các cột đá hầu hết thẳng đứng và tạo thành các bậc từ thấp đến cao.
Hiện nay, nhiều nơi trên thế giới cũng có các khối đá bazan dạng cột là: Giant's Causeway tại Bắc Ireland, Los Órganos tại Tây Ban Nha, hang động Fingal tại Scotland hay vách đá Jusangjeolli tại đảo Jeju (Hàn Quốc). Bên cạnh đó, ngay trên địa bàn huyện Tuy An cũng có một số địa điểm tương tự như: Hòn Yến (xã An Hòa Hải), vực Trà Cơi, vực Hố Tròn (xã An Xuân), vực Song, vực Hòm (xã An Lĩnh). Vào tháng 9 năm 2019, tại mỏ đá ở thôn Xuân Dục (xã An Phú, xã Tuy Hòa), đơn vị khai thác cũng phát hiện các vỉa đá bazan hình cột.

## Văn hóa

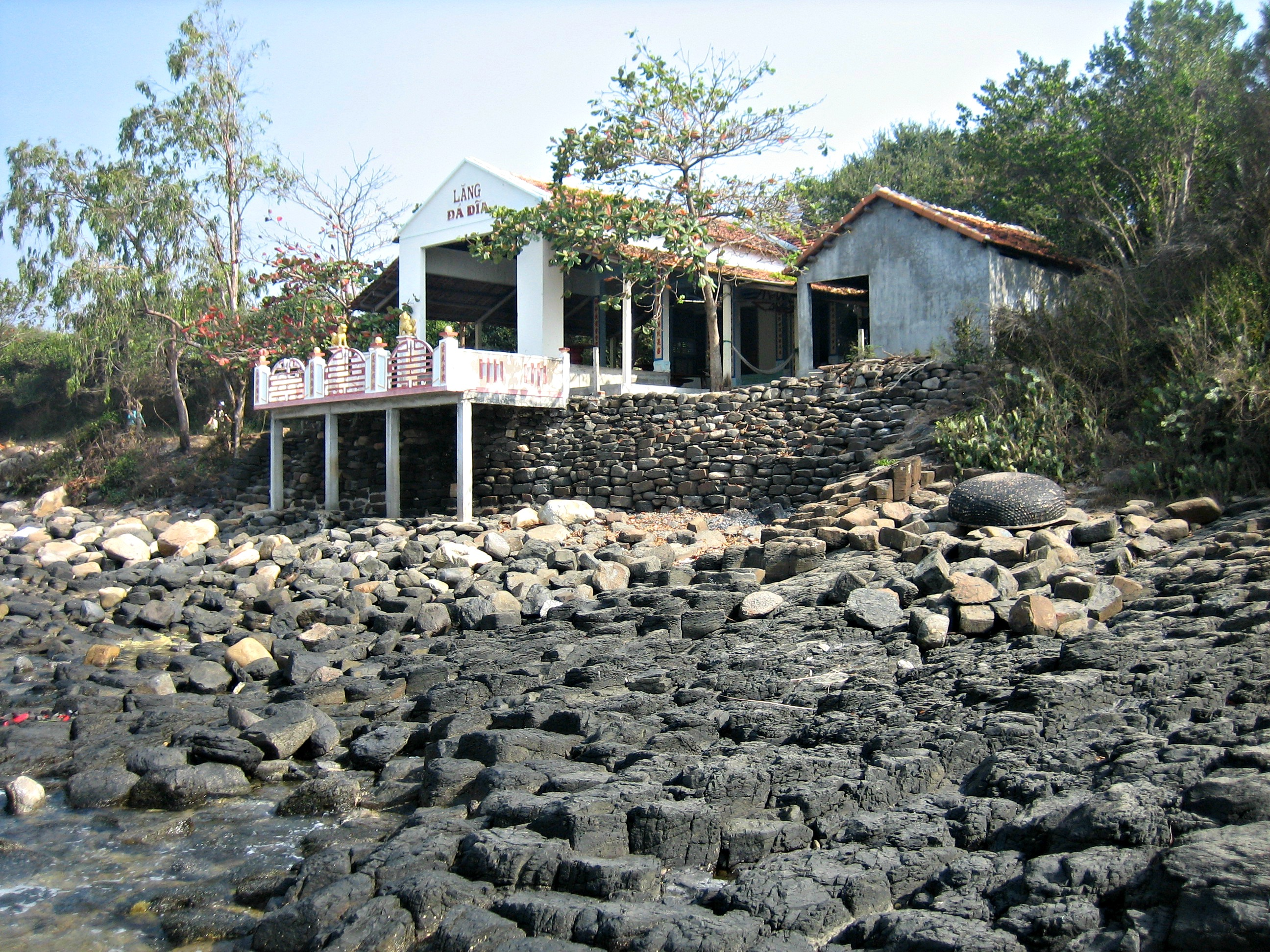
Lăng Đá Đĩa

Người dân tại đây còn lưu truyền hai truyền thuyết về nguồn gốc của Gành Đá Đĩa. Theo truyền thuyết thứ nhất, các khối đá này vốn là một kho của cải vàng bạc châu báu. Vào một đêm các kẻ xấu châm lửa đốt cửa với ý định cướp số của cải này, tuy nhiên giữa chừng thì một cơn lốc xoáy cuốn chúng đi và phát ra một tiếng nổ kinh hoàng. Sáng hôm sau, người dân phát hiện của cải đã hóa thành đá. Còn truyền thuyết thứ hai lại kể rằng nơi đây có cảnh quan thơ mộng nên các vị thần tiên giáng trần, đem theo chén vàng, đĩa ngọc xuống để mở yến tiệc, tuy nhiên do mải mê vui chơi nên họ bỏ quên các chồng bát đĩa, lâu ngày hóa thành đá.
Ở rìa phía tây nam của danh thắng có Lăng Đá Đĩa thờ cúng thần Nam Hải (tức Cá Ông) của ngư dân trong vùng, được xây dựng vào khoảng giữa thế kỷ 19 dưới thời vua Tự Đức.

## Xếp hạng di tích
Ngày 23 tháng 1 năm 1997, Bộ Văn hóa – Thông tin (nay là Bộ Văn hóa, Thể thao và Du lịch) công nhận Gành Đá Đĩa là thắng cảnh cấp quốc gia. Ngày 31 tháng 12 năm 2020, Gành Đá Đĩa được Thủ tướng Chính phủ xếp hạng di tích quốc gia đặc biệt tại Quyết định số 2280/QĐ-TTg.